# 陈国强 (1963年)
陈国强（1963年—），河北故城人，中国人民解放军空军中将。
陈国强长期在空降兵服役。2009年1月，任空降兵15军44师政委。2014年8月，任军政治部主任。2017年3月，继续担任空降兵军政治工作部主任。2018年，升任战略支援部队航天系统部政治工作部主任。2021年3月，升任中部战区副政委兼政治工作部主任。2021年8月，调任中央军委纪委专职副书记。2024年9月，任国防科技大学政治委员（副战区职）。
2016年5月晋升空军少将，2021年3月晋升空军中将军衔。